# Esperanto in Cina

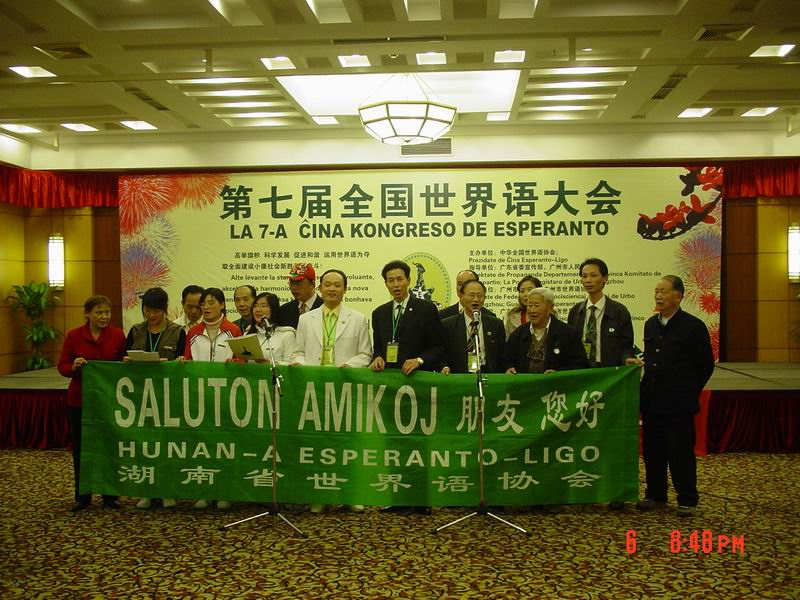
Alcuni congressisti cinesi reggono uno striscione con la scritta «Saluton amikoj!». Settimo Congresso nazionale esperantista cinese, 2007.

La storia dell'esperanto in Cina risale alla tarda dinastia Qing. La lingua, giunta dall'Europa a inizio Novecento, si diffuse facendosi apprezzare da molti per poi ritagliarsi un ruolo nei momenti storici cruciali del popolo cinese. Da allora il Paese continua ad ospitare una comunità di parlanti attiva e alcune tra le poche stazioni radio, pubblicazioni e musei in lingua attivi a livello mondiale; cionnondimeno, l'esperanto rimane fortemente minoritario e sconosciuto alla maggioranza delle nuove generazioni cinesi.

## Gl'inizi e i movimenti anarchici
L'esperanto fu importato in Cina durante la dinastia Qing dopo che la lingua internazionale si era già diffusa in Europa, prendendo piede in Russia prima e in Francia poi. La lingua trovò nel contesto storico-culturale cinese d'inizio XX secolo un ambiente favorevole: la classe dirigente di una Cina ancora fortemente arretrata stava infatti iniziando a interessarsi alle novità provenienti dall'Occidente, in un tentativo di trovare nuove vie per la modernizzazione del Paese.
La prima diffusione della lingua si dovette soprattutto ai mercanti russi che operavano ad Harbin, nel nord est, e poi ad alcuni gruppi di studenti cinesi che si erano formati all'estero, in Paesi come il Giappone, la Francia e la Gran Bretagna. I primi corsi certificati di esperanto in Cina si tennero a Sciangai nel 1906. Di lì a poco, nel 1909, Sciangai diede i natali all'Associazione cinese per l'esperanto, che fu poi attiva durante la rivoluzione Xinhai, quando il ministro dell'istruzione della Repubblica Cinese, Cai Yuanpei, stabilì nel 1912 che l'esperanto fosse insegnato nelle scuole cinesi come materia facoltativa.
Durante il fermento culturale che avrebbe portato al Movimento del 4 maggio 1919, alcuni riformisti cinesi avevano avanzato la proposta di sostituire il cinese classico con una versione vernacolare di più facile apprendimento, in modo da contrastare l'analfabetismo dilagante. Fu in quel periodo che alcuni anarchici cinesi attivi all'estero proposero in riviste letterarie come La Jeunesse (fondata da Chen Duxiu) e in Guofeng Ribao (edito dall'esperantista Jing Meijiu) l'alternativa di adottare l'esperanto come lingua nazionale, in sostituzione della lingua cinese.
Cai incaricò dapprima l'esperantista cinese Sun Guozhang d'insegnare l'esperanto presso l'Università di Pechino, per poi invitare  come docente l'anarchico russo Vasilij Erošenko. Nel 1923 fu fondato il Collegio esperanto di Pechino. Molti esperantofoni tra cui Hu Yuzhi abbandonarono poi le idee anarchiche per allinearsi al Partito comunista cinese, che si servì dell'esperanto per richiamare l'attenzione internazionale sulla propria resistenza e in chiave anti-giapponese; i loro sforzi attirarono anche le simpatie di esperantisti stranieri, tra cui il giapponese Teru Hasegawa, d'idee anti-imperialiste e noto col nome di penna Verda Majo (lett. "maggio verde").
L'esperanto svolse poi un ruolo fondamentale nei movimenti di liberazione nazionale in Cina durante la guerra sino-giapponese del 1937, con lo slogan per Esperanto por la liberigo de Ĉinio (lett. "la liberazione della Cina attraverso l'esperanto"). Il movimento esperantista divenne popolare anche tra gli anarchici cinesi come Ba Jin (in esperanto Bakin), Li Shizeng e Liu Shifu. Lo stesso Mao Zedong scrisse nel 1939 che
Se l'esperanto viene preso come forma e custodito sulla via del vero internazionalismo e della vera rivoluzione, allora l'esperanto può e dev'essere insegnato.

## La presa di potere comunista
Dopo la presa di potere da parte della RPC, nel 1951 venne fondata la Lega cinese per l'esperanto, ma per la prima volta il sostegno del governo comunista cominciò ad affievolirsi. Il movimento esperantista nazionale dovette affrontare un'altra sfida durante la rivoluzione culturale quando vennero eseguiti gli arresti di diversi esperantisti.
L'Associazione esperantista cinese (in esperanto Ĉina Ĉina Esperanto-Ligo) fu fondata a Pechino nel 1951. La Repubblica popolare cinese fondò nel 1950 il proprio mensile esperantofono: El Popola Ĉinio (lett. "Dalla Cina popolare") e inviò da allora propri delegati ai Congressi universali, ospitando propri congressi nazionali a decorrere da quello del 1963, tenutosi a Pechino, portando all'apertura di numerosi corsi di esperanto nel 1964.
Malgrado la Repubblica popolare cinese rigettò l'idea di adottare l'esperanto come lingua nazionale, è verisimile che la lingua internazionale influenzò l'ideazione dell'Hànyǔ Pīnyīn, lo standard di romanizzazione del cinese moderno ideato dall'esperantista Zhou Youguang.
Oltre a El Popola Ĉinio, strumento di propaganda governativa fu anche Radio Pekino (in italiano Radio Pechino; ancora in attività in esperanto col nome Ĉina Radio Internacia), che iniziò le sue trasmissioni nel 1964 rivolgendosi alla comunità esperantofona europea, ma poi anche asiatica e sudamericana.

## Dopo la rivoluzione culturale
Il picco di popolarità dell'esperanto in Cina avvenne negli anni '80; da allora l'attenzione verso la lingua è progressivamente diminuita anche in concomitanza con l'enfasi sull'insegnamento dell'inglese in Cina. Si stima che al suo picco di popolarità la Cina abbia avuto tra 300 e i 400 mila locutori d'esperanto.

## L'esperanto oggi

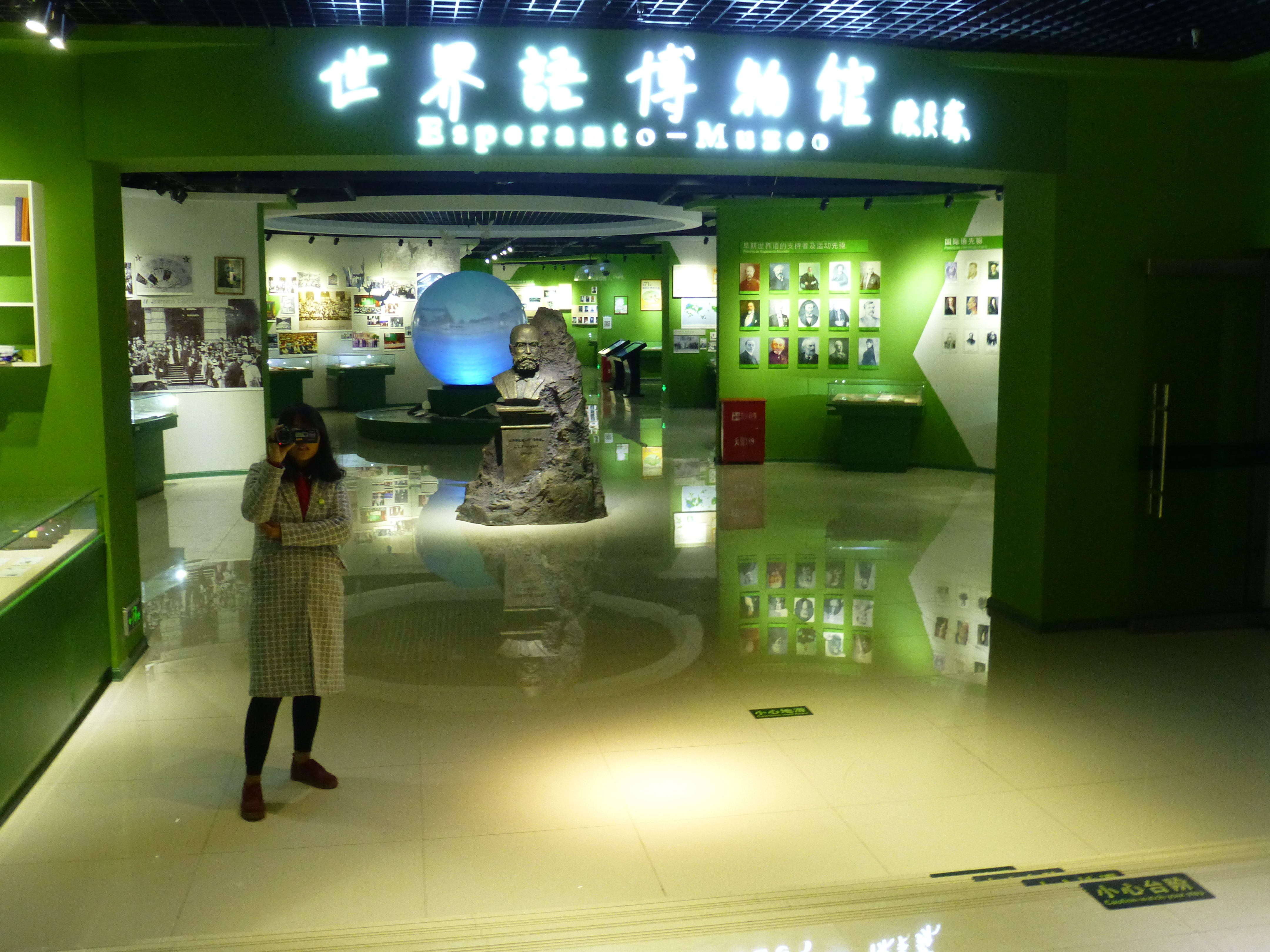
L'interno del museo esperantista all'Università di Zaozhuang, nel 2016

La rivista ufficiale El Popola Ĉinio della Repubblica popolare cinese, fondata nel 1950, continua ad essere pubblicata, in forma elettronica (online) a partire dagli anni 2000.
Nel 2012 è stato inaugurato un museo dedicato all'esperanto presso l'Università di Zaozhuang. Nel 2018, l'Università di Zaozhuang ha inaugurato corsi di specializzazione in esperanto. Nel 2023, in tutta la Cina, solo l'Università di Zaozhuang aveva ancora attivo un dipartimento dedicato all'insegnamento dell'esperanto, quantunque con un numero esiguo d'iscritti: 24 studenti (a gennaio 2023). Le iscrizioni sono poi diminuite ulteriormente dopo che un influencer cinese ha diffuso un video virale sui social in cui derideva gl'iscritti al corso, il mese successivo. Per la sua dedizione nella didattica dell'esperanto e per l'opera di traduzione di diverse opere letterarie cinesi, la rivista russa La Ondo de Esperanto ha conferito nel 2023 il titolo di «esperantista dell'anno» al cinese Sun Mingxiao, che fu docente a Zaozhuang.
La Ĉina Esperanto-Ligo (ĈEL) è ancora attiva nel promuovere l'uso dell'esperanto per le iniziative legate alla Nuova via della seta (in esperanto Zono kaj Vojo) e nel far conoscere la lingua tramite video e app usate dalle giovani generazioni.